# Harry Stiff
Harold Joseph "Harry" Stiff (Sudbury, Suffolk, 23 d'octubre de 1881 – Cambridge, Cambridgeshire, 17 d'abril de 1939) va ser un esportista anglès que va competir a començaments del segle xx. Especialista en el joc d'estirar la corda, guanyà la medalla d'or als Jocs Olímpics de 1920 a Anvers.